# Yichun (Jiangxi)
Yichun (chiń. 宜春; pinyin Yíchūn) – miasto o statusie prefektury miejskiej we wschodnich Chinach, w prowincji Jiangxi, nad rzeką Yuan Jiang. W 2010 roku liczba mieszkańców miasta wynosiła 154 124. Prefektura miejska w 1999 roku liczyła 5 058 004 mieszkańców. Ośrodek handlu a także przemysłu spożywczego, drzewnego, chemicznego i maszynowego; w pobliżu Yichun znajdują się złoża boksytów, rud wolframu, cynku, miedzi i złota.